# Table ronde de Caux
La Table ronde de Caux (en anglais Caux Round Table) est un réseau international regroupant des dirigeants d'entreprise et visant à promouvoir des pratiques éthiques. L'initiative de la Table ronde de Caux avait pour but la construction de relations de confiance entre dirigeants d'entreprise internationales concurrentes et la promotion active de pratiques de responsabilité sociale des entreprises. 

## Histoire
Au départ, Frits Philips (ex-CEO Philips Electronics) craignait que le dumping pratiqué par les Japonais de leurs produits sur le marché des pays industrialisés mène à une guerre commerciale dévastatrice. Le Japon inonde alors le marché européen de l'électronique et le marché américain de l'automobile avec des produits fiables et bon marché. Frits Philips et Olivier Giscard d'Estaing (INSEAD) invitent alors des leaders économiques japonais à venir participer à la conférence annuelle de Caux. En 1986, une délégation japonaise vient participer à l'évènement, dont Ryuzaburo Kaku (Canon), Toshihiko Yamashita (Matsushita Electronics) et Toshiaki Ogasawara (The Japan Times). L'approche de la table ronde finit par fonctionner, et il est convenu de répéter cet atelier sur une base annuelle. En se basant sur les principes du Minnesota, les membres de la table ronde finissent par élaborer ses propres principes de responsabilité sociétale des entreprises.
Les principes de la CRT pour les entreprises ont été publiés en 1994, intégrant des concepts occidentaux (comme la dignité humaine) et japonais (kyosei, interprété comme « vivre et travailler ensemble pour le bien commun »). Il a été présenté au sommet social de l'ONU à Copenhague en 1994. Il est depuis devenu un ouvrage de référence, traduit en douze langues, et a été utilisé comme base pour leurs évaluations internes de l'éthique par des entreprises internationales telles que Nissan.
Selon le journaliste Tim Dickson du Financial Times, il s'agit probablement de la première fois que des recommandations sur la responsabilité sociétale des entreprises trouvent un consensus en Europe, au Japon, et aux États-Unis.
En 1998, Jean-Loup Dherse prend la présidence de la table ronde.
En 2019, la table ronde permet à l'école des études islamiques de l'université de Hamad Bin Khalifa de partager ses recherches sur l'Ashtiname avec les autorités catholiques.

## Activités
Les principales activités du CRT sont une assemblée annuelle et la publication de guides de bonnes pratiques pour les différents types d'organisation. Tous les trois ans, la réunion annuelle a lieu à Caux, en Suisse, où la première réunion avait eu lieu en 1986,. Son directeur général, Stephen B. Young, a mis en place des chapitres dans plusieurs régions du monde.
Selon Winston Wallin, président honoraire de la multinationale américaine Medtronic, les Principes sont devenus « les standards les plus largement répandus et acceptés dans le monde entier en matière de pratiques commerciales éthiques et responsables ». Environ 150 000 exemplaires des Principes ont été imprimés et distribués en douze langues, avant d'être mis à disposition sur le net, et ils sont largement cités dans des manuels des écoles de commerce. Le syndicat patronal japonais, le Keidanren, les a incorporés dans sa charte de bonne conduite.

## Principes
Les sept principes fondateurs de la Table ronde de Caux sont :
1. Respecter les parties prenantes au-delà des actionnaires;
2. Contribuer au développement économique et social;
3. Bâtir la confiance en allant au-delà du minimum légal;
4. Respecter les règles et les conventions;
5. Encourager la globalisation responsable;
6. Respecter l'environnement;
7. Éviter toute activité illicite.

## Personnalités liées
- Winston R. Wallin (CEO Medtronic)[8]
- Chuck Denny (CEO ADC Telecommunications)[9]